# إدي جيريمياه
إدي جيريمياه (بالإنجليزية: Eddie Jeremiah) هو لاعب هوكي الجليد أمريكي، ولد في 4 نوفمبر 1905 في ورسستر في الولايات المتحدة، وتوفي في 15 أغسطس 1967.

## وصلات خارجية
- إدي جيريمياه على موقع دوري الهوكي الوطني (الإنجليزية)
- إدي جيريمياه على موقع قاعة مشاهير الهوكي (لاعب أن.إتش.أل) (الإنجليزية)
- إدي جيريمياه على موقع EliteProspects.com (الإنجليزية)
- إدي جيريمياه على موقع HockeyDB.com (الإنجليزية)
- إدي جيريمياه على موقع Hockey-Reference.com (الإنجليزية)